# Мемориал Стейница
Мемориал Стейница (англ. Steinitz Memorial) — блиц-шахматный турнир, проведённый с 15 по 17 мая 2020 в честь первого общепризнанного чемпиона мира по шахматам Вильгельма Стейница. Призовой фонд составил 30 000 €.
В турнире участвовали гроссмейстеры, среди мужчин Магнус Карлсен, Александр Грищук, Бу Сянчжи, Пётр Свидлер, Джеффри Сюн, Даниил Дубов, Шахрияр Мамедьяров, Ле Куанг Льем, Антон Коробов, Давид Антон Гуихарро; среди женщин Екатерина Лагно, Лэй Тинцзе, Александра Костенюк, Тань Чжунъи, Антоанета Стефанова, Мари Себаг, Жансая Абдумалик, Элизабет Петц, Дейси Кори Тельо.
Турнир проводился на технической площадке Chess24.com. Победителем среди мужчин стал действующий чемпион мира по шахматам Магнус Карлсен, среди женщин также чемпионка мира по блицу Екатерина Лагно.